# Valeur de la vie
Pour les articles homonymes, voir Valeur.
Prix d'une vie humaine, Estimation économique d'une vie humaine
La valeur de la vie est une notion utilisée en philosophie et en économie pour les êtres vivants, spécialement pour les cultures humaines. Transposer la valeur d'une vie humaine en monnaie se heurte à des tabous sur la mort et l'argent mais permet d'évaluer l'efficacité des politiques de prévention.

## Évaluation statistique
D’un point de vue statistique, la valeur d’une vie humaine peut être évaluée en terme monétaire (prévention des risques, assurance, etc.), au moyen du coût marginal des mesures de prévention. Ces travaux d’évaluation sont utilisés en médecine, en travaux publics (aménagement des réseaux de transport, etc.) et surtout en politique pour évaluer l’impact de dépenses, d'investissements ou de réglementations publiques sur le risque décès, les autorités publiques déterminant le budget optimal à consacrer à chaque projet par une analyse avantages-coûts.
Cette évaluation fait l’objet d’une littérature académique théorique et empirique abondante,,. Les études s'appuient sur la notion de capital humain mesurant la valeur d’une vie humaine à partir de sa contribution au bien-être de la société. Cette valorisation se calcule ainsi en termes de revenu et de production et de probabilité de vivre jusqu’à un certain âge. Une autre approche consiste à évaluer la disposition à payer (en) (concept formulé par Jacques Drèze en 1962, montant qu’une personne est prête à payer pour diminuer son exposition au risque.
En se basant sur les résultats de ces études, le rapport de l’OCDE en 2012 recommande d'utiliser une valeur statistique de la vie (VVS) de référence entre 1,5 million et 4,5 millions USD (USD de 2005) pour les pays de l’OCDE ou pour l’UE-27, et autour de 3 millions d’euros pour la France.

### Valeur d'une vie statistique humaine
La valeur d’une vie statistique (ou valeur d’une fatalité évitée) est le consentement à payer d’un individu pour une réduction marginale de son risque de mortalité. Cette valeur correspond à ce qu’un individu est prêt à payer pour une réduction à la marge d’un risque mortel :
{\displaystyle {VVS}={\frac {CAP}{r}}}
où {\displaystyle CAP} est le consentement à payer d’un individu pour une réduction {\displaystyle r} de la probabilité de décès. Par exemple, si un individu annonce qu’il consent à payer 2 000 € pour la réduction de 5/10 000 à 1/10 000 de la probabilité de décès, on en déduit une VVS égale à {\displaystyle {\frac {2000}{0,0004}}=}5 000 000 €
Ce que la société est prête à dépenser pour sauver une vie statistique diffère de ce que des individus seraient prêts à dépenser pour épargner une vie identifiée.

#### Analyse coût-bénéfices et valeur de la vie statistique
Les critiques de l’analyse coût-bénéfices s’attaquent souvent à cette mesure de la valeur d’une vie statistique, la qualifiant d’indécente. Selon ses partisans[Qui ?], cette mesure est implicite dans tout investissement public en matière de sécurité (routière, sanitaire), ainsi que dans toute réglementation concernant les produits toxiques (qualité de l’eau potable, qualité de l’air dans les zones urbaines, etc.) et l’ACB permet de rendre plus transparents les arbitrages qui sont réalisés entre coût d’une mesure et impacts sur la vie des citoyens.
Les VVS généralement utilisées dans les analyses coût-bénéfices sont largement supérieures à celles généralement constatées pour la compensation d’un accident mortel du travail ou d’un accident de la route.